# Scottsdale (Arizona)
Scottsdale is een stad in de Amerikaanse staat Arizona en telt 202.705 inwoners. Het is hiermee de 86e stad in de Verenigde Staten (2000). De landoppervlakte bedraagt 477,1 km², waarmee het de 28e stad is. Scottsdale is gelegen in de Salt River Valley, ook wel 'Valley of the Sun' genoemd.
In Scottedale bevindt zich een lokaal districtskantoor voor rangers van de United States Forest Service van waaruit het gebied van het Tonto National Forest wordt beheerd.

## Demografie
Van de bevolking is 16,7 % ouder dan 65 jaar en zij bestaat voor 30,8 % uit eenpersoonshuishoudens. De werkloosheid bedraagt 1,9 % (cijfers volkstelling 2000). 
Ongeveer 7 % van de bevolking van Scottsdale bestaat uit hispanics en latino's, 1,2 % is van Afrikaanse oorsprong en 2 % van Aziatische oorsprong.
Het aantal inwoners steeg van 130.086 in 1990 naar 202.705 in 2000.

## Klimaat
In januari is de gemiddelde temperatuur 12,0 °C, in juli is dat 34,2 °C. Jaarlijks valt er gemiddeld 194,6 mm neerslag (gegevens op basis van de meetperiode 1961-1990).

## Plaatsen in de nabije omgeving
De onderstaande figuur toont nabijgelegen plaatsen in een straal van 32 km rond Scottsdale.

## Bekende inwoners van Scottsdale

### Geboren
- Gabrielle Carteris (1961), actrice
- Tamar Kaprelian (1986), zangeres
- Brady Corbet (1988), acteur
- Emma Stone (1988), actrice
- Sammi Hanratty (1995), actrice en zangeres
- Alexandra Bracken (1991), auteur

### Overleden
- Josef Allen Hynek (1910-1986), astronoom en ufo-onderzoeker
- Tom Fogerty (1941-1990), gitarist (Creedence Clearwater Revival)
- Maureen O'Sullivan (1911-1998), actrice
- Leonard B. Smith (1915-2002), componist, dirigent, muziekpedagoog, trompettist en cornettist
- Elisabeth Kübler-Ross (1926-2004), Zwitsers-Amerikaans psychiater
- Jimmy Smith (1928-2005), jazzorganist
- George Mikan (1924-2005), basketballer
- Billy Preston (1946-2006), soul- en rockmusicus
- Muhammad Ali (1942-2016), bokslegende

## Galerij

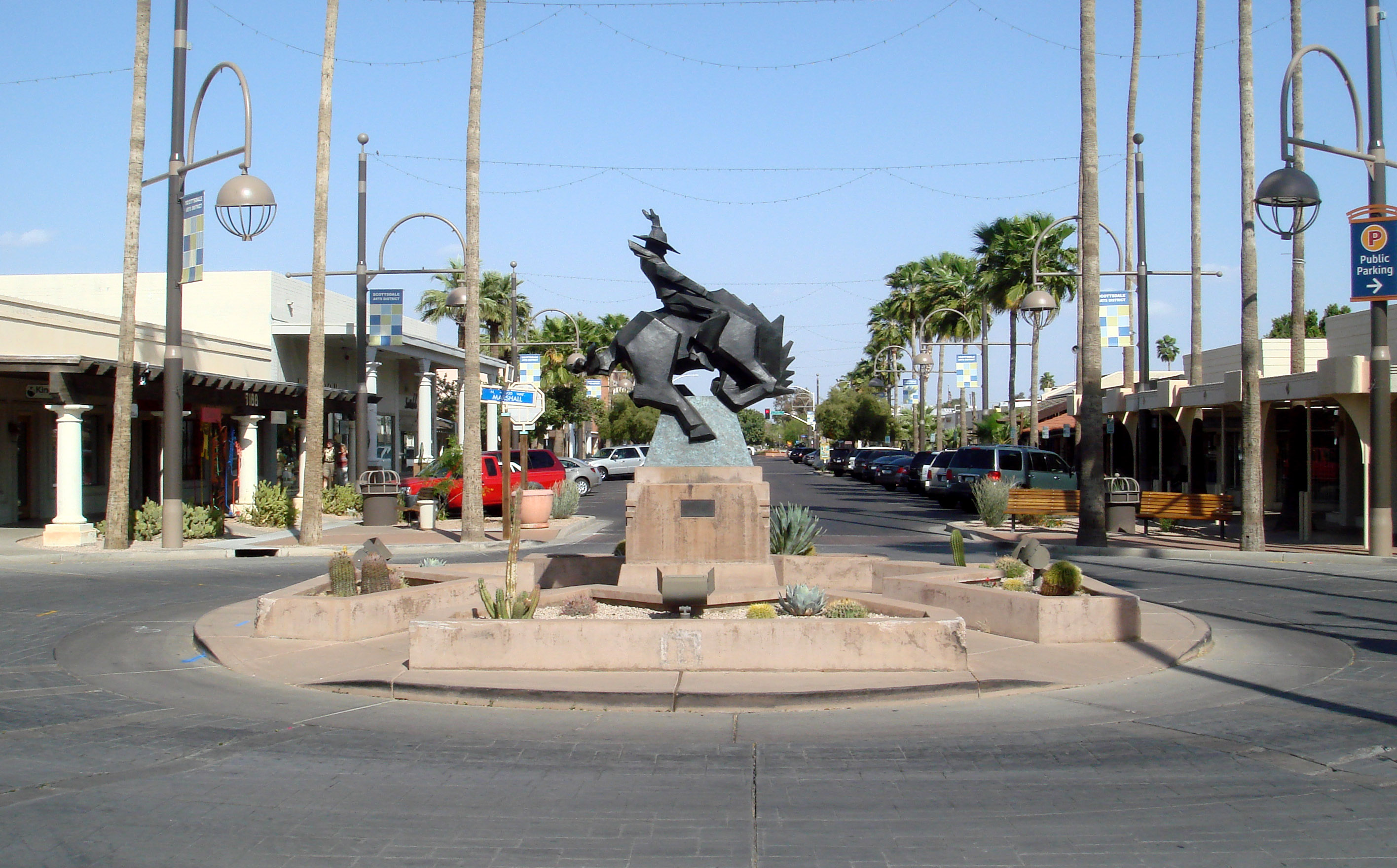
Scottsdale Arts District
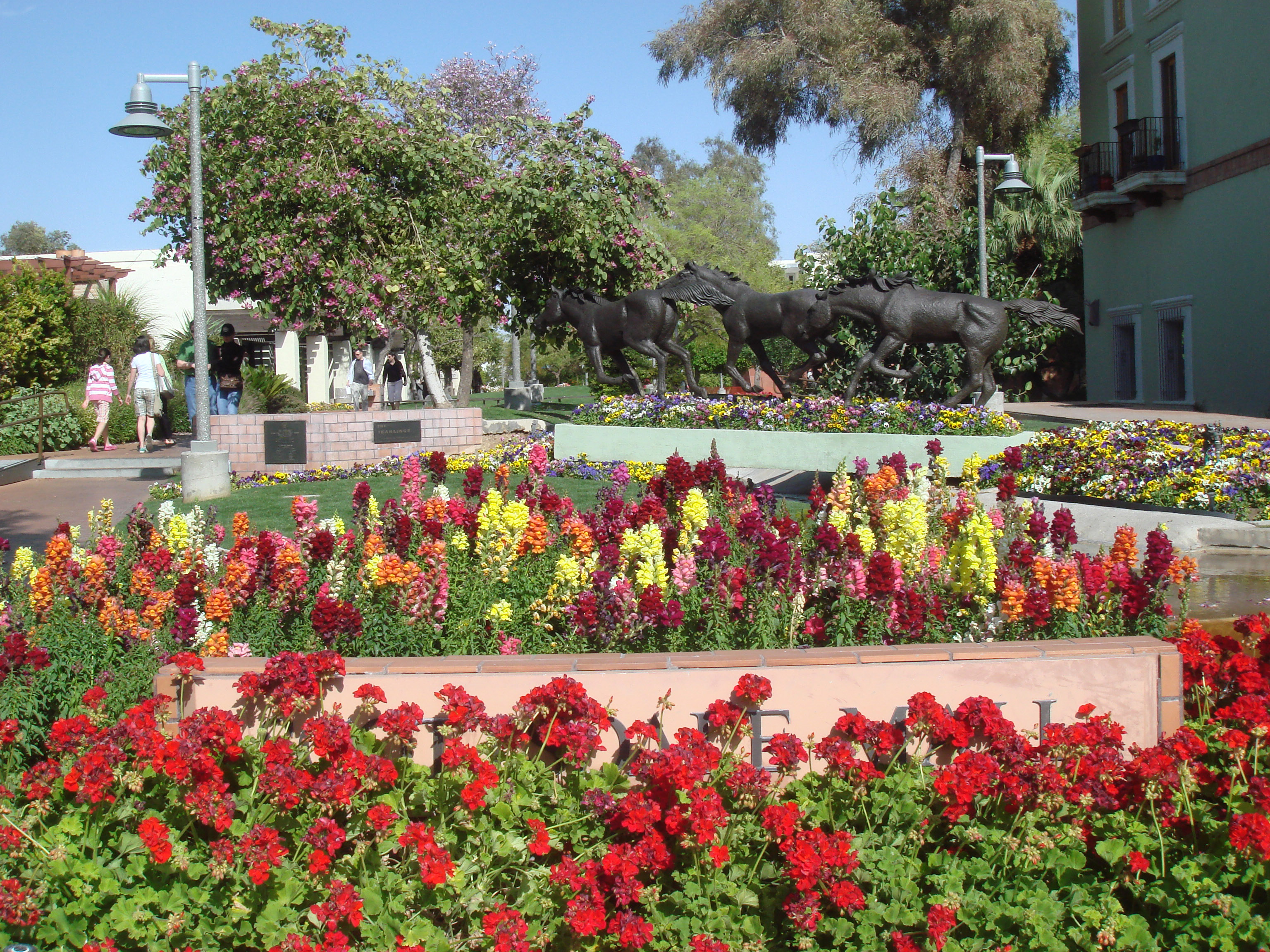
Old Town Scottsdale
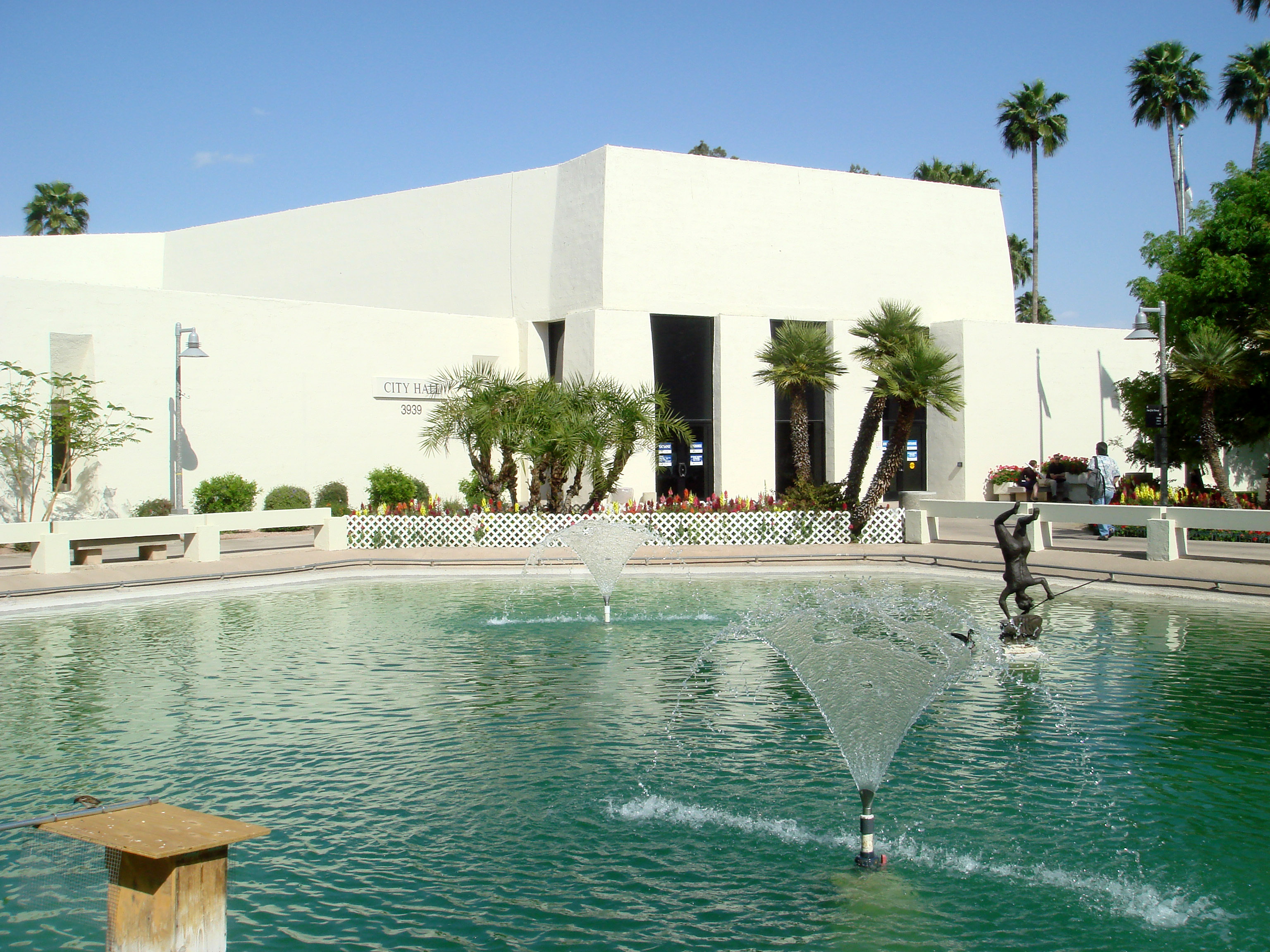
City Hall van Scottsdale